# Keralaleyrodes indicus
Keralaleyrodes indicus là một loài côn trùng cánh nửa trong họ Aleyrodidae, phân họ Aleyrodinae.
Keralaleyrodes indicus được Meganathan & David miêu tả khoa học đầu tiên năm 1994.